# Saturnino González Badía
Saturnino González Badía (f. Marbella, 3 de enero de 1956) fue un militar español. Veterano de la guerra del Rif, donde tuvo un papel relevante, durante la Guerra civil española se unió al Bando sublevado y desempeñaría el mando de varias unidades militares. Considerado una persona de la confianza de Franco, su carrera militar continuaría durante la dictadura franquista, ocupando puestos de alta responsabilidad.

## Biografía
Militar profesional, llegó a participar en la guerra del Rif con la Legión —llegando a mandar su 4.ª bandera—. En abril de 1931, tras la proclamación de la Segunda República, asumió temporalmente y con carácter interno el mando de la Legión. Para entonces ostentaba el rango de teniente coronel. Persona de confianza del general Francisco Franco, en alguna ocasión éste llegó a emplearlo como enlace para comunicarse con el general Emilio Mola —entonces jefe de Ejército de África—.
Tras el estallido de la Guerra civil se unió al bando sublevado, desempeñando diversos mandos. En abril de 1937, con el rango de coronel, fue nombrado comandante de la 19.ª División, en el frente del centro. Posteriormente recibiría el mando de una brigada de la 150.ª División, con la que intervino en la ofensiva de Aragón. A mediados de mayo de 1938 fue nombrado comandante de la recién creada 40.ª División, que cubría un sector del frente del Ebro. Posteriormente intervendría en la ofensiva de Cataluña, si bien en enero de 1939 su división fue enviada al frente de Extremadura como refuerzo ante la ofensiva republicana en este sector.
Durante la Dictadura franquista continuó su carrera militar y desempeñaría importantes cargos, como gobernador militar de Córdoba, capitán general de la IX Región Militar, presidente del Consejo Supremo de Justicia Militar o procurador en las Cortes franquistas. Alcanzaría el rango de teniente general.
Falleció en la localidad malagueña de Marbella el 3 de enero de 1956.

## Reconocimientos
- Gran Cruz del Mérito Militar (1943)[12]
- Gran cruz de la Orden de San Hermenegildo (1943)[13]
- Gran Cruz de la Orden del Mérito Civil (1944)[14]